# Kenyon, Minnesota
Kenyon là một thành phố thuộc quận Goodhue, tiểu bang Minnesota, Hoa Kỳ. Năm 2010, dân số của thành phố này là 1815 người.

## Dân số
- Dân số năm 2000: 1661 người.
- Dân số năm 2010: 1815 người.